# Maapermin
Maapermin, eigentlich Ma'a-aper-Min, ist der Name eines hohen altägyptischen Beamten der späten 2. Dynastie oder der frühen 3. Dynastie. Es ist unklar, welchen Königen er genau gedient hatte. Maapermins Fall gleicht dem seines zeitgenössischen Amtskollegen Inichnum.

## Belege

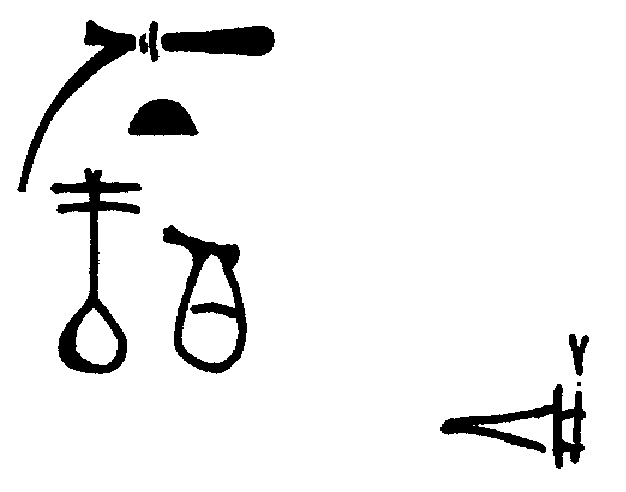
Tintenaufschrift vom Boden desselben Gefäßes

Maapermins Name erscheint auf zahlreichen Gefäßfragmenten aus Kalzit-Alabaster, die in den Großen Galerien des Djoser-Komplexes in Sakkara gefunden wurden. Andere Fundstücke stammen aus zwei Privatgräbern in Sakkara. Es handelt sich um kurze Gefäßaufschriften aus schwarzer Tinte, die in kursiver Schrift (Hieratisch) ausgeführt wurden.

## Amtszeit
Die Gefäßaufschriften belegen, dass Maapermin den Titel „Kammerdiener des Königs“ innehatte. Dies ist ein typischer Rang- und Funktionstitel königlicher Familienangehöriger der Frühzeit. Die Aufschriften belegen zudem, dass Maapermin vor allem an einem Sedfest mitwirkte und für die Betreuung und Versorgung eines Ka-Hauses verantwortlich war. Diese Aufgabe teilte er mit seinem Kollegen Inichnum.

## Datierung
Ilona Regulski und Peter Kaplony wähnen Maapermins Amtszeit in der Regierungszeit von Chasechemui und Netjerichet. Ilona Regulski verweist ergänzend auf Vergleiche der Tintenaufschrift des Maapermins mit der auf Fundstücken aus Abydos im Grab des Chasechemui. Frühere Annahmen seitens Wolfgang Helck, welcher die Tintenaufschriften in die Regierungszeit von König Ninetjer datierte, weist Regulski mit der Begründung zurück, dass bestimmte Schrifttypen und Schreibweisen, wie sie in Maapermins und Inichnums Aufschriften zutage treten, zu Ninetjers Lebzeiten noch nicht entwickelt und gebräuchlich waren.
Als wichtigsten Anhaltspunkt zieht Regulski bestimmte Hieroglyphen und deren Schreibweisen in der hieratischen Schrift heran. So wurden verschiedene Schriftzeichen unter Ninetjer auch in der Kursivschrift sehr detailliert ausgeführt, in den Tintenaufschriften des Maapermin und des Inichnum jedoch sind viele Zeichen stark vereinfacht wiedergegeben und teilweise bis auf grobe Striche reduziert. Die kegelförmige Hieroglyphe Aa20 (zugeschnürter Leinensack; Lautwert aper) beispielsweise, wurde noch unter Ninetjer auch in der Kursivschrift deutlich kegelförmig dargestellt, ab König Chasechemui erscheint sie nur noch als gerader Strich mit y-förmig gespaltenem Ende. Genau dies ist bei den Aufschriften des Maapermin der Fall. Basierend auf diesen Vergleichsergebnissen werden die Tintenaufschriften nun in die Zeit der Könige Chasechemui bis Sechemchet datiert.

## Bedeutung für die Ägyptologie
Die Gefäßaufschriften des Maapermin sind von einiger Wichtigkeit für Ägyptologen und Historiker. Sie liefern nicht nur wertvolle Hinweise und Einblicke in die Entwicklung der Hieratischen Schrift während der Frühzeit, sie enthalten auch mögliche Hinweise auf einen besonders obskuren Herrscher, nämlich Horus Sa. Das bereits erwähnte Ka-Haus, das Maapermin betreute und versorgte, könnte Horus Sa gehört haben. Da allerdings Sas Name nie in einem königlichen Serech erscheint, ist bereits seine Existenz umstritten und eine sichere chronologische Zuordnung in die 2. oder 3. Dynastie konnte bislang nicht vorgenommen werden.

## Grab
Maapermins Grab ist unbekannt, Wolfgang Helck und J. Spencer vermuten die Mastabas S2429 und S3009 als mögliche Ruhestätten.